# Ngựa Azteca
Ngựa Azteca là một giống ngựa có nguồn gốc từ México, với một phân nhóm, được gọi là "Ngựa Azteca Mỹ", được tìm thấy ở Hoa Kỳ. Chúng là những con ngựa cơ bắp, chắc chắn, có thể có nhiều màu sắc và biến thể ngựa Azteca của Mỹ cũng có thể có màu sắc pinto. Ngựa Azteca được biết đến để sử dụng trong các cuộc thi đấu cạnh tranh trong nhiều môn thể thao ở phương Tây. Cơ quan đăng ký ở México cho Azteca gốc và các cơ quan đăng ký của Hoa Kỳ cho Azteca của Mỹ có các quy tắc đăng ký thay đổi theo một số khía cạnh quan trọng, bao gồm cả dòng máu tổ tiên và các yêu cầu kiểm tra vật lý. Ngựa Azteca lần đầu tiên được phát triển ở México vào năm 1972, từ sự pha trộn giữa dòng máu của ngựa Andalucia, ngựa Quarter (American Quarter Horse) và ngựa Criollo México. Từ đó, chúng phát triển sang Hoa Kỳ, nơi máu ngựa sơn Mỹ được thêm vào. Bởi vì các giống tạo nên Azteca, chúng được biết đến với tính thể thao của chúng. Chúng cũng được sử dụng để cho hoạt động cưỡi ngựa dạo chơi.